# لایما (خدا)
لایما زن‌خدای سرنوشت نزد اقوام بالیتک بود. وظایف او در اموری چون ازدواج، مرگ و زایمان بوده، لایما پشتیبان زنان باردار بود. لایما را از حیث وظایف مشابه لاکشمی الهه هندو می‌دانند.
در اساطیر لتونیایی، لایما به همراه خواهرانش کارته (Kārta)و دیکله (Dēkla) تشکیل خدایان سه‌گانهٔ سرنوشت را می‌دهند و از این منظر با نورن در اساطیر اسکاندیناوی و مویرای یونانی همانندی دارد. در اساطیر لیتوانیایی لایما با فاخته در پیوند است. درخت تقدیس‌شدهٔ لایما نیز نمدار است.